# رالف بلامی
رالف رکسفورد بلامی (انگلیسی: Ralph Rexford Bellamy؛ ۱۷ ژوئن ۱۹۰۴ – ۲۹ نوامبر ۱۹۹۱) یک بازیگر اهل ایالات متحده آمریکا بود.

## فیلم‌شناسی
- شش راز
- دروغ باشکوه
- بازگشت
- پست هوایی
- آمریکایی جوان
- ربایندهٔ تصویر
- آتشین مزاج
- این مرد مال من است.
- دست‌های آن سوی میز
- آنتریک خطرناک
- مردی که دو بار زندگی می‌کرد
- حقیقت اسف بار
- بیا ازدواج کنیم
- بی خیال
- بگذار زندگی کنم
- کوچهٔ بن‌بست
- دختری به نام جمعه
- برادر ارکید
- رد پا در تاریکی
- بمب افکن عمود رو
- مرد گرگ‌نما
- روح فرانکنشتین
- مهمان در خانه
- بانویی در قطار
- محاکمه نظامی بیلی میچل
- حرفه ای‌ها
- بچه رزماری
- همسران دکترها
- رزرو را باطل کن
- آه خدا
- رئیس دلقک‌ها
- میلیونر
- تهدید یک بیلیون دلاری
- قدرت
- خاطرات ایوا رایکر
- معاملهٔ موقعیت‌ها
- جنگ و یادبود
- سفر به آمریکا
- زن زیبا
- پسری در حباب پلاستیکی
- مادر خوب
- اماکن تجاری
- زنان آمازون در ماه